# Йоахім Галупчок
Йоахім Галупчок (пол. Joachim Halupczok, 3 червня 1968 — 5 лютого 1994) — польський велогонщик.
Срібний призер Олімпійських Ігор 1988 року в роздільній гонці.